# アデライード・ド・フランス (1003-1063)
アデライード・ド・フランス(仏語：Adélaïde de France, 1003年頃 - 1063年以降）は、オセール女伯（1028年 - 1040年）。フランス国王ロベール2世と2番目の妻コンスタンス・ダルルの娘。
アリックス（Alix）、エドヴィジュ（Edwige）、アデル（Adele）、アヴォワ（Avoye）、アラ（Ala）とも呼称される。 
1028年にヌヴェール伯ルノー1世（1000年 - 1040年）と結婚し、持参金としてオセール伯領をヌヴェール家にもたらした。   
2人には以下の5子に恵まれた。 
- ギヨーム1世（1029年 - 1083年）[1]
- アリックス（1035年 - 1103年）
- ロベール・ル・ブルギニョン（1035年 - 1098年）[1] - クラオン候、サブレ領主
- ギー（? - 1084年）[1] - ヌットル領主
- アンリ（? - 1067年）[1]